# سيكس فلاغز أمريكا العظمى
ستة أعلام أمريكا العظمى أو سيكس فلاغز غرايت أمريكا (Six Flags Great America) هي مدينة ترفيهية بمساحة 304 فدان (1.23 مليون متر مربع) تقع في غورني، إلينوي، في الجزء الشمالي من منطقة شيكاغو الحضرية بولاية شيكاغو الأمريكية. كان اسم المتنزه في الأصل ماريوت أمريكا العظمى (Marriott's Great America) وتم افتتاحه في 29 مايو 1976، وكان تابعًا لشركة ماريوت ‏ التي كانت تملك متنزه آخر بنفس طابع الغرب الأمريكي القديم. اشترت شركة سيكس فلاغز المتنزه في عام 1984 وهي تملكه وتديره منذ ذلك الوقت.
يضم المتنزه 15 قطارًا أفعوانيًا، ويحتل المرتبة الرابعة في العالم من حيث عدد الأفعوانيات (بالتساوي مع سيدار بوينت). بالإضافة إلى ذلك، تتميز الحديقة المجاورة ذات مساحة الـ 20 فدانًا بوجود حديقة مائية تسمى إعصار هاربور شيكاغو ‏.
زار المتنزه أكثر من 3 ملايين زائر منذ عام 2017، مما جعله من بين أكبر 20 متنزهًا ترفيهيًا في أمريكا الشمالية من حيث الحضور. تمتد فعاليات المنتزه من شهر أبريل وحتى نوفمبر، ويقدم العديد من الفعاليات السنوية مثل احتفالات الهالوين واستضاف سابقًا احتفال الكريسماس (أجازة في الحديقة) "Holiday in the Park"، الذي مدد موسم تشغيل الحديقة حتى يناير. تحتوي الحديقة على اثني عشر منطقة ذات طابع خاص، وهي مناطق الكاوبوي والغرب الأمريكي ومناطق للأطفال ومناطق لعالم دي سي كومكس.
حقّق المتنزه العديد من الإنجازات والجوائز. الأفعوانية المقلوبة المعروفة بـ "باتمان: الجولة" (Batman: The Ride) كانت الأولى من نوعها وحصلت في 2005 على جائزة من منظمة هواة الأفعوانيات ‏، وفي عام 2012، تلقت الأفعوانية الدوارة "Whizzer" نفس الجائزة. كما حظيت العديد من العروض التي أقيمت بإشادة من النقاد ومن مؤسسات مثل الرابطة الدولية للمتنزهات وأماكن الجذب السياحي ‏

## تاريخ

### 1970s - 1984

#### التطوير
في أوائل السبعينيات، سعت شركة ماريوت ‏، المالكة للعديد من سلاسل المطاعم والفنادق المعروفة باسمها، إلى التوسع في مجال الترفيه والسياحة. وقررت أن يكون أكبر مشاريعها هو سلسلة من الحدائق الترفيهية الحديثة باسم "ماريوت أمريكا العظمى" وموضوعها حول التاريخ والثقافة الأمريكية، على أن يتم افتتاحها خلال احتفالات الذكرى المئوية الثانية لتأسيس الولايات المتحدة. في البداية، تم التخطيط لافتتاح ثلاث حدائق، حيث حددت شركة ماريوت ثلاث مناطق حضرية قليلة الخدمات تصلح كمواقع لافتتاح متنزهات ترفيهية كبيرة، وهي مناطق بالتيمور-واشنطن، خليج سان فرانسيسكو، وشيكاغو-ميلووكي.
تم الإعلان عن أكبرها، على مساحة 850 فدانًا، في لوريل بولاية ماريلاند في عام 1972. تم إلغاء الاقتراح بعد معارضة شديدة من السكان المحليين الذين تمكنوا من إقناع المسؤولين برفض تصاريح الحديقة، وتم نقل الخطة إلى ماناساس، فيرجينيا، في عام 1973، حيث واجهت معارضة أقوى من السكان المحليين وخدمة المتنزهات الوطنية. تم تأجيل الافتتاح المخطط للمنتزه الرئيسي مرارًا وتكرارًا حتى تخلت شركة ماريوت عن الفكرة في أواخر العقد.
في غضون ذلك، سارت خطط الحديقتين الأخريين بشكل أكثر سلاسة. تم اختيار الموقع في شمال منطقة شيكاغو الحضرية ‏ لجلب الزوار من ميلووكي وشيكاغو. اشترت الشركة 600 فدان من الأراضي الريفية في غورني على امتداد طريق تري ستيت تولواي ‏ في أغسطس 1972، مما تسبب في تكهنات في صحيفة شيكاغو تريبيون بأنه تم التخطيط لإنشاء مدينة ملاهي في الموقع. تم الإعلان رسميًا عن حديقة غورني في 29 يناير 1973، جنبًا إلى جنب مع فندق ومنتزه صناعي. تلقت ماريوت الموافقة من السلطات المحلية، لكن هيئة الطرق السريعة بولاية إلينوي ‏ لم توافق على اقتراح التبادل على الطريق المؤدي مباشرة إلى ساحة انتظار السيارات.
أقيم حفل وضع حجر الأساس في يوم العلم، 14 يونيو 1974 كان راندال دويل ‏ قائد فريق التصميم الخاص بالمنتزه، الذي وضع خطتين متطابقتين تقريبًا لمنتزه غورني والمنتزه الشقيق في سانتا كلارا، كاليفورنيا. كان دويل مصممًا مخضرمًا للمنتزهات الترفيهية، وبالنسبة لمتنزهات أمريكا العظمى، سعى إلى إنشاء أعظم تصميم له. مع اتخاذ موضوع أمريكانا بشكل شامل في الاعتبار، سافر مصممو ماريوت في جميع أنحاء البلاد لمراقبة الأنماط وجمع القطع الأثرية للمساعدة في توفير جو أصيل.
تم تقسيم الحديقة إلى ستة مناطق أصلية ذات طابع خاص، والتي تم تنظيمها في "حلقة دويل" التي تدور في اتجاه عقارب الساعة حول المحيط. كان أولها كاروسيل بلازا، الذي يقع في مقدمة الحديقة، ويتركز حول كولومبيا كاروسيل ذات الطابقين، ميدان هوم تاون، استنادًا إلى مدن صغيرة من أوائل القرن العشرين في الغرب الأوسط، معرض الثروة الحيوانية في الغرب الأوسط العظيم في معرض المقاطعة، (الآن just County Fair) مع معرض المقاطعة الريفية في أوائل القرن العشرين، إقليم يوكون، الذي يشبه معسكر قطع الأشجار في يوكون في كندا، يانكي هاربور، ميناء نيو إنجلاند من القرن التاسع عشر مستوحى من كيب كود وأورليانز بليس، على غرار الحي الفرنسي في نيو اورليانز.
كان لكل منطقة ذات طابع خاص مجموعة أزياء خاصة بها لموظفي المنتزه، وكان تصميم المباني والمتاجر والمطاعم فريدًا لكل موضوع. على سبيل المثال، يقدم مقهى كلوندايك في إقليم يوكون أطباق لحوم البقر في أحواض كبيرة مثل تلك المستخدمة في البحث عن الذهب. تم التخطيط للمنطقة السابعة، الجنوب الغربي العظيم، من البداية كتوسع محتمل، ولكن لم يتم بناؤها حتى عام 1996، عندما تم افتتاحها كمقاطعة جنوب غرب.

#### الافتتاح والتشغيل
افتتحت الحديقة يوم السبت الموافق 29 مايو 1976، بعد شهرين من أمريكا العظمى في كاليفورنيا. حققت الحديقة نجاحًا فوريًا يرجع جزئيًا إلى تزامنها مع الذكرى المئوية الثانية لتأسيس الولايات المتحدة. منذ البداية، استفادت الحديقة من شخصيات سلسلة الرسوم المتحركة الرائجة لوني تيونز للتفاعل مع الحاضرين في المتنزه، وهو تقليد يستمر حتى اليوم تحت ملكية شركة سيكس فلاغز.
عند افتتاحها في عام 1976، ظهرت شركة أمريكا العظمى بثلاثة أفعوانيات، وهي: "Willard's Whizzer"، والتي سميت في الأصل على اسم المدير التنفيذي لشركة ماريوت جون "ويلارد" ماريوت، والتي أعيد تسميتها فيما بعد لتصبح أفعوانية Whizzer ولاحقًا "أفعوانية نهاية القرن" Turn of the Century، والتي أعيدت تسميتها الآن وأعيد تسميتها باسم Demon و The Gulf Coaster، التي استمرت موسمًا واحدًا فقط، حيث ثبت أنها لا تحظى بشعبية وتعرضت لحريق صغير.
تضمنت الحديقة أيضًا جولات أخرى في جميع أنحاء الحديقة. تضمنت هذه المعالم السياحية مركبة كاروسيل كولومبيا ‏ ذات الطابقين المتقنة، والتي لا تزال واحدة من أطول دوارات في العالم، Sky Whirl، وهي فريدة من نوعها، 34 متر (110 قدم)  - "عجلة فيريس ثلاثية" طويلة مصممة خصيصًا لماريوت، والتي ظلت تعمل حتى عام 2000. تضمنت جولات النقل رحلات دلتا فلاير وإيجل فلايت، وركوب السيارة في اتجاه واحد في الجندول.
في أورليانز بليس، كانت مناطق الجذب في المنطقة هي أورليانز أوربت، (أعيدت تسميتها لاحقًا ببساطة بـ "أوربت") والتي كانت عبارة عن رحلة من نوع المؤسسة استمرت حتى عام 2016 وشارع لو دودج، وهي عبارة عن سيارة تصادم سيارات أصبحت الأكبر في العالم بعد أمريكا العظمى في كاليفورنيا أعادت تجهيز نسختها من الركوب في رحلة ذات اتجاه واحد في عام 2005. تبلغ مساحة Rue Le Dodge 51 قدمًا أو 9 بوصات × 124 قدمًا أو 9 بوصات أو 6,455 قدم مربع (599.7 م2). يعد طريق Autobahn الخاص بـ سيكس فلاغز المغامرة الكبرى ‏ أكبر حجمًا، ولكنه لم يعمل منذ عام 2008.
شهد الموسم الثاني للحديقة في عام 1977 تركيب العديد من الألعاب الجديدة. .. تم افتتاح برج سكاي تريك في كاروسيل بلازا وهو اليوم أحد الألعاب القليلة التي لا تزال تعمل تحت اسمها الأصلي. تم بناء برج سكاي تريك كما لا يزال، أطول مبنى قائم بذاته في مقاطعة ليك، إلينوي. كما تمت إضافة Southern Cross، وهي سيارة سماء ثلاثية الجندول تقدم رحلة ذهابًا وإيابًا ومنظر أعلى بكثير من الاثنين الآخرين، اللتين حلت محطتهما محل Gulf Coaster التي تمت إزالتها. تمت إضافة عدد قليل من جولات الغزل الجديدة، مثل Big Top و Davy Jones 'Dinghies و Hay Baler.
تم افتتاح أول قسم للأطفال في الحديقة، أطلق عليه اسم Fort Fun، في القسم المخصص لإقليم يوكو، مما تسبب في نقل Saskatchewan Scrambler إلى Hometown Square وإعادة تسميته Hometown Fun Machine. بالإضافة إلى ذلك، كانت السفينة الدوارة الرابعة لأمريكا العظمى، Tidal Wave، عبارة عن Schwarzkopf Shuttle Loop التي افتتحت في عام 1978 في ميناء يانكي. افتتح "Pictorium"، وهو مسرح آيماكس، في عام 1979، وصرّحت الشركة بأنه يحتوي على أكبر شاشة في العالم، على 64.5 × 88.25 قدمًا (19.6 × 26.9 مترًا).
أغلقت السفينة الدوارة "Turn of the Century" وأخذت شكلًا جديدًا في عام 1980. تمت إضافة حلقتين عموديتين، جنبًا إلى جنب مع نفقين وأعيد تصميم الركوب "الجديد" وأعيد تسميته بالشيطان. تميزت الرحلة بأغنية أصلية وعناصر موضوع جهنمي جديدة، تمت إزالة بعضها بعد رد فعل عنيف من أولئك الذين اعتقدوا أن موضوع الركوب كان "شيطانيًا" للغاية.
تم افتتاح The American Eagle، وهو قطار أفعواني خشبي للسباق، في عام 1981. تشترك المسارات في انخفاض 147 قدم (45 م) وتصل سرعتها إلى 66 ميل/س (106 كم/س) . تم بناء الجزء السفلي من أول قطرة على 20 قدم (6.1 م) تحت مستوى سطح الأرض. عندما تم افتتاح النسر الأمريكي لأول مرة، كان لديه أطول هبوط وأسرع سرعات من أي أفعوانية خشبية في العالم. لا يزال أطول وأسرع وأطول كوستر خشبي لسباق مزدوج.
تمت إضافة "Picnic Grove" في عام 1982، مما أتاح المزيد من نزهات الشركة وفعاليات الشركات في المنتزه الترفيهي المتنامي. لم تتم إضافة رحلات جديدة في ذلك العام، وتمت إزالة العديد من الرحلات الصغيرة في السنوات الأخيرة من ملكية ماريوت.
تمت إزالة الصليب الجنوبي في عام 1983. في نفس العام، تمت إضافة "The Edge"، وهي رحلة من الجيل الأول من السقوط الحر من شركة إينتامين (Intamin) ‏، إلى الكثير من الجعجعة. تمت إزالة Bottoms Up و A Chance Trabant Ride و Traffique Jam في نهاية موسم 1983.
كانت الرحلة الأخيرة التي أضافها ماريوت إلى المتنزه هي White Water Rampage في عام 1983، وهي عبارة عن رحلة منحدرات شيدت في إينتامين والتي أعيدت تسميتها فيما بعد بـ " Roaring Rapids " ولا تزال أكثر الرحلات المائية شعبية في المتنزه. تمت إضافة الرحلة إلى أورلينز بلايس Orleans Place، والتي تطلبت إزالة الألعاب الصغيرة مثل ترافيك جام Traffique Jam. تم نقل أورليانز أوربت من موقعه الأصلي في أورليانز بليس إلى ساحة مسقط، وأصبح ببساطة المدار.
بحلول منتصف الثمانينيات من القرن الماضي، أصيبت شركة ماريوت بخيبة أمل من الأداء المالي لقسم المتنزهات التابعة لها، مع أرباح أقل مما توقعته الشركة، ويرجع ذلك جزئيًا إلى أن ثالث وأكبر حدائق أمريكا العظمى لم تتحقق أبدًا. نتيجة لذلك، قررت ماريوت التركيز على أعمالها الأساسية وبدأت في البحث عن مشترين لمنتزهها الترفيهي. بينما تم بيع أمريكا العظمى في كاليفورنيا إلى مدينة سانتا كلارا، عرضت بالي للتصنيع ‏، الشركة الأم لشركة سيكس فلاغز، شراء حديقة غورني مقابل 114.5 مليون دولار. تم الانتهاء من الصفقة في 26 أبريل 1984، ونتيجة لذلك حصلت سيكس فلاغز أيضًا على الحق في استخدام شخصيات لوني تيونز في جميع حدائقها الأخرى.

### 1984-1990: الاستحواذ من قبل سيكس فلاغز
بعد بيع المتنزه لـ بالي للتصنيع ‏ في عام 1983، أصبح المتنزه يُسمى رسميًا ب، متنزه سيكس فلاغز. لموسم 1984 القادم، تم إعادة تسمية الحديقة باسم سيكس فلاغز أمريكا العظمى. فيما يتعلق بالاستحواذ على الحديقة، صرح روبرت مولان، الرئيس التنفيذي لشركة بالي، أنه سيكون من "الحماقة تغيير أي شيء رئيسي" في المتنزه. بعد أقل من شهر من الشراء، تسبب عطل في البرنامج في توقف سيارة في لعبة لرحلة سقوط حر، في الجزء العلوي من عمود الرفع قبل المضي قدمًا في وضع السقوط. علقت السيارة في هذا الوضع لفترة قصيرة من الوقت قبل أن تسقط في عمود الرفع، مما تسبب في إصابات للركاب الثلاثة. على الرغم من المحاولات العديدة لإعادة فتح اللعبة من خلال تثبيت أجهزة مضادة للتراجع من قبل شركة إينتامين (Intamin) ‏، كان هناك خوف من الحادث، مما دعى الإدارة لإزالة اللعبة في عام 1986 وتم بيعها إلى "روكي بوينت أميوزمينت بارك" Rocky Point Amusement Park قبل أن تصل إلى موقعها النهائي في بحيرة Geauga مثل Mr. Hyde's Nasty Fall، حيث تم تفكيك الرحلة وإلغائها في عام 2005.
في عام 1985، أضافت سيكس فلاغز "القوة زد" Z-Force ‏ إلى منطقة County Fair، وهي سفينة دوارة فريدة من نوعها من شركة إينتامين للغواص الفضائي تم إغلاقها في عام 1987 وكانت الوحيدة التي تم تصنيعها على الإطلاق. تم استخدام الموقع لاحقًا لـ Iron Wolf، الذي تم افتتاحه في عام 1990. تم نقل "القوة زد" إلى متنزه ستة أعلام في جورجيا كجزء من برنامج Ride Rotation Program (الذي تم إيقافه الآن). في نهاية عام 1991، ذهبت الرحلة إلى سيكس فلاغز ماجيك ماونتن، حيث كانت تعمل باسم الفلاش باك قبل أن تغلق في عام 2003، وتم هدمها في عام 2007.
تمت إضافة Power Dive في عام 1987 لتتولى المكان الذي وقفت فيه "The Edge". كان "Power Dive" عبارة عن رحلة مركبة Intamin Looping ؛ كان يتأرجح ذهابًا وإيابًا قبل أن يدور في النهاية بزاوية 360 درجة كاملة عدة مرات.
أثناء تشغيل سلسلة سيكس فلاغز، وجدت بالي أن الموارد الفائضة التي تتطلبها التقلبات الموسمية العالية، جعلتها أعمال المتنزهات عبئًا غير ضروري على مصالحها الأساسية. في عام 1987، باعت بالي سيكس فلاغز لشركة Wesray Capital Corporation ومجموعة من مديري سيكس فلاغز. تم إعادة بيع العديد من عمليات الاستحواذ أو إغلاقها، بينما نقل Wesray تركيز الشركة من التخصيص إلى مناطق الجذب الرئيسية. كان هذا إيذانًا ببدء حقبة من الألعاب الجديدة الرئيسية والأفعوانية في متنزهات سيكس فلاغز مثل أمريكا العظمى.
شهد عام 1988 أول الوقايات الجديدة، مع إضافة السفينة الدوارة الضخمة Shock Wave (مكتوبة أحيانًا باسم Shockwave أو ShockWave)، وهي لعبة Arrow Dynamics الضخمة، التي افتتحت في قسم Orleans Place من الحديقة في 3 يونيو. كانت Shock Wave أطول أفعوانية في العالم وقت افتتاحها وتم تجاوزها في العام التالي من قبل سيدار بوينت 'Magnum XL-200 . كما تميزت بسبعة انقلابات قياسية، والتي تم تجاوزها في عام 1995 بواسطة Dragon Khan من PortAventura Park. عندما أغلقت لعبة Sarajevo Bobsled من سيكس فلاغز المغامرة الكبرى ‏، وهي عبارة عن أفعوانية Intamin Bobsled، في عام 1988، تم نقلها إلى Great America وأصبحت Rolling Thunder في عام 1989، كجزء من برنامج Ride Rotation. تمت إضافته بين Demon وWhizzer، حيث كان يعمل حتى عام 1996. وهي تعمل الآن باسم Alpine Bobsled في حديقة الهروب الكبير ‏.
بالنسبة لعام 1990، قامت بوليجر ومابيلارد ببناء أول أفعوانية على الإطلاق مع Iron Wolf، وهي عبارة عن أفعوانية فولاذية مدمجة، تم افتتاحها في مكان "القوة زد" Z-Force السابق في County Fair. تمت إضافة كوندور إلى "مكان أورليانز" في عام 1991، بجوار موجة الصدمة. خلال نفس العام، تمت ترقية شاشة آيماكس في Pictorium للسماح بعرض أفلام ثلاثية الأبعاد وقال المعجبون وداعًا لـ Tidal Wave في نهاية الموسم. تم نقلها إلى سيكس فلاجز في جورجيا حيث كانت تعمل تحت اسم فايبر من عام 1995 إلى عام 2001، ثم إلى كنتاكي المملكة باسم جريزيد لايتنين من عام 2003 إلى عام 2009.

### التسعينيات: الانتقال إلى حديقة التشويق
بحلول عام 1990، كانت سيكس فلاغز على وشك الإفلاس. قامت تايم وارنر، التي كان لها تأثير كبير في متنزهات أمريكا العظمى منذ البداية من خلال ترخيص شخصيات لوني تيونز، وكمالك لحصة من الشركة، بشراء حصة إضافية من الشركة لتصل إلى 50% مُتحكمة. لم يمنح دخول تكتل الترفيه والاتصالات الشركة تدفق رأس المال الجديد الذي تشتد الحاجة إليه فحسب، بل منح فرصة لزيادة استخدام عقارات تايم وورنر في حدائق سيكس فلاجز.
جاء أول تعاون بين سيكس فلاغز وتايم وارنر في عام 1992، عندما قامت بوليجر ومابيلارد ببناء أول أفعوانية مقلوبة، "باتمان: الجولة"، لتحل محل "Tidal Wave". كان باتمان مختلفًا عن أي أفعوانية أخرى في ذلك الوقت، حيث كانت قطاراتها تسير أسفل المسار وأخذت الدراجين من خلال خمسة انقلابات. كانت مناسبة تمامًا لميناء يانكي، لكنها أثبتت شعبيتها لدرجة أن الخطوط امتدت خارج منطقة الركوب وعبر أجزاء كبيرة من الحديقة. تم إعادة تصميم المنطقة المحيطة بميناء يانكي بعد أفلام باتمان، مع إعادة تسمية "جراد البحر" (The Lobster) إلى "East River Crawler"، والتي احتفظت بهذا الاسم قبل نقلها إلى Hometown Square تحت اسمها الأصلي في عام 2016. مُنح عرض باتمان مكانة بارزة من قبل منظمة هواة الأفعوانيات ‏ في مؤتمرهم السنوي عام 2005.
لتسليط الضوء على افتتاح جولة باتمان وكذلك مع بداية عرض الفيلم المنتظر عودة باتمان، أُقيم عرض باسم Batman Stunt Show في عام 1993 في مسرح جديد. وبعد ذلك أصبح المسرح مكاناً معروفاً عُرض فيه العديد من عروض الحركة المثيرة قبل أن يتم هدمه في 2016 لغرض إضافة Justice League: Battle for Metropolis ‏.
في عام 1995، بدأ البناء في منطقة ذات طابع جديد للحديقة. كان من المقرر في الأصل إضافة الإقليم الجنوبي الغربي إلى المنتزه في عام 1979، حيث تهدف رحلة Southern Cross إلى جلب الضيوف إليها. كانت الرحلة الأولى التي تم بناؤها للمنطقة الجديدة هي Viper، وهي عبارة عن أفعوانية خشبية تعتمد على إعصار كوني آيلاند وموضوعها بعد بائع زيت الثعبان. على الرغم من كونها أصغر في القامة من American Eagle، إلا أن هذه السفينة ذات الطراز الإعصار تتميز بالعديد من حالات البث أثناء الركوب. تم بناؤه بجانب Rolling Thunder، والذي تمت إزالته في وقت لاحق من نفس العام لإفساح المجال للمنطقة الجديدة. تم نقل الرحلة إلى ملاهي الهروب الكبير ‏ في نيويورك، حيث تستمر في العمل مثل Alpine Bobsled.
افتتحت جنوب غرب الإقليم في عام 1996، مع موضوع الصحراء على أساس الغرب القديم . تمت إضافة ثلاث جولات جديدة: River Rocker، رحلة سفينة القراصنة ؛ Chubasco، رحلة فنجان ؛ وتريل بليزر، زامبيرلا جوكر. تم نقل The Big Top من County Fair وأعيد تسميته إلى Ricochet. تم نقل مدخل Viper، الذي كان يقع سابقًا في ميدان Hometown، إلى مدخل الإقليم الجنوبي الغربي. للإضافة إلى الإثارة المحيطة بالمنطقة الجديدة، تم تسمية المدرج الذي كان في السابق موطنًا لعرض Batman Stunt Show باسم "Southwest Territory Amphitheatre"، وعرض جديد بالكامل، Warner Bros. عرض حيلة الغربية، لاول مرة. تبع هذا العرض مغامرات ثلاثة خارجين عن القانون حيث اشتبكوا مع شخصيات من أفلام الغرب الأمريكي مثل مافريك، بلازينج سادلز وإف تروب. استمر عرض Western Stunt Show لمدة ثلاثة مواسم وتم استبداله في 1999 من قبل بوتش كاسيدي وساندانس كيد Stunt Show.
تمت إضافة Giant Drop، وهو برج إسقاط من الجيل الثاني من Intamin و Dare Devil Dive، وهو عبارة عن سكايكوستر، في عام 1997. تم وضع Giant Drop على الجانب الجنوبي الغربي من الإقليم الجنوبي الغربي على الجانب الآخر من المهمة، وكان موضوعه أن يكون حفارة خامًا في منجم Loco Diablo الخيالي. تمت إضافة Dare Devil Dive في الموقع السابق لـ Big Top في County Fair. في سبتمبر 1997، تم فصل قضيب عقبة يربط بين السيارتين الثالثة والرابعة على الجانب الأزرق من أمريكان إيجل بينما كانت الركوب تفرمل، مما تسبب في اصطدام السيارتين الخلفيتين بالسيارات الثلاث الأمامية. تم إرسال العديد من الأشخاص إلى مستشفيات المنطقة المحلية. أعيد فتح الركوب في الوقت المناسب لـ Fright Fest 1997.
باعت تايم وارنر 50٪ من حصتها في سيكس فلاغز في عام 1995، وفي عام 1998، كان لدى Premier Parks الاكتتاب العام الأولي الخاص بها وأصبحت الشركة الأم لـ Six Flags Theme Parks بعد شراء الحصة المتبقية من تايم وارنر بالإضافة إلى 50٪ الأخرى التي كانت تمتلك سبق بيعها لشركات قابضة. اختارت Premier Parks اتباع الاتجاه الذي حددته شركة بالي وبدأت في الحصول على المزيد من العقارات.
شهد عام 1998 العديد من الإضافات الملائمة للعائلة. استقبلت منطقة يوكون Camp Cartoon Network بخمس جولات جديدة، بما في ذلك Spacely's Sprocket Rockets (أفعوانية صغيرة فيكوما ' وآلة الغموض سكوبي دو ويوغي نهر ياهو و Rocky Road's Rescue Service و Bedrock Boulder Roller. تم تغيير اسم باغز باني Land إلى حديقة لوني تيونز الوطنية وتضمنت قطار Looney Tooter Choo Choo و Waddaview Charter و Porky's Buzzy Beez و Petunia's Lady Bugz وغيرهم وقع حادث على Demon، مما أدى إلى تقطع السبل بـ 23 راكبًا رأسًا على عقب في القطار الأسود لمدة ثلاث ساعات تقريبًا.
بالنسبة لعام 1999، قامت بوليجر ومابيلارد ببناء Raging Bull، وهي عبارة عن أفعوانية شديدة الإعصار تمت إضافتها إلى الإقليم الجنوبي الغربي. هذا 202 قدم، 73 ميل في الساعة (117 كم/س) و 5057 قدم. تم بناء الركوب على القطعة السابقة التي استخدمها Rolling Thunder.

### القرن الحادي والعشرين: النمو السريع والتوسع
احتفلت الحديقة بموسمها الفضي (25) في عام 2000. كان هذا العام الأخير لـ Sky Whirl، بالإضافة إلى رحلة Hay Baler. منذ إزالة Sky Whirl بعد موسم 2000، استمرت سيكس فلاغز أمريكا العظمى في العمل بدون عجلة فيريس. في نفس العام، وقع حادث لضيف في رحلة Cajun Cliffhanger، مما أدى إلى إزالته في نهاية المطاف.
في عام 2001، تمت إضافة اثنين من الوقايات المكوكية المقلوبة: السفينة الدافعة Intamin المسمى Vertical Velocity، منمنمة على شكل V 2 ؛ و Déjà Vu، رحلة Vekoma Giant Inverted Boomerang لتحل محل Sky Whirl و Hay Baler. تمت إضافة السرعة الرأسية إلى ميناء يانكي، مع اقتراب رحلة Whirligig المتأرجحة من تلة رفع باتمان: الجولة لإفساح المجال. في V 2، يتم إطلاق الدراجين بسرعات تزيد عن 112 كم في الساعة (70 ميل في الساعة) فوق برج عمودي ملتوي، ثم اسقط للخلف وتسلق برجًا مستقيمًا آخر. تتكرر الرحلة، ولكن في المرة الثانية في البرج الخلفي، يتم تعليق الدراجين ووجههم لأسفل للحظة قبل إطلاق سراحهم. في Déjà Vu، تم سحب الدراجين للخلف لأعلى برج عمودي وسقطوا عبر المحطة إلى انقلاب الكوبرا، متبوعًا بحلقة فوق المحطة وأعلى برج عمودي آخر. بعد أن تم سحبها أكثر قليلاً، كرر الركوب المسار في الاتجاه المعاكس. واجهت الرحلة جدلاً بسبب حقيقة أن الجاذبية قد تم الإعلان عنها بينما كان الجذب لا يزال قيد الإنشاء. في وقت لاحق من هذا العقد، على الرغم من ذلك، أعلنت سيكس فلاغز في عام 2007 أن الوقايات Déjà Vu في هذه الحديقة و سيكس فلاغز فوق جورجيا ستتم إزالتها قبل موسم 2008. تم نقل Déjà Vu من أمريكا العظمى إلى Silverwood Theme Park في مدينة أثول ، حيث تعمل الآن كآخرة.
في بداية موسم 2002، لم تكن هناك تغييرات كبيرة في الحديقة. تم عرض فيلم آيماكس الأصلي لـ Pictorium To Fly، مرة أخرى. في الصيف، تم الإعلان عن خطط لإزالة الأفعوانية الحديدية
Whizzer، والتي قُرر أن تكون جولاتها النهائية في 11 أغسطس. وأكد الإعلان الشائعات الموجودة. قوبلت خطة إزالة السفينة، التي كانت واحدة من اثنتين فقط من سيارات Schwarzkopf Speedracers في العالم، وهي رحلة أصلية من الموسم الأول للحديقة وجذب عائلي شهير، بالغضب من الجمهور، لا سيما لأن البديل المقصود كان رحلة التشويق الرئيسية. أدى رد الفعل العنيف إلى قرار سيكس فلاغز في 3 أغسطس لإلغاء خططهم لاستبدال Whizzer، وبدلاً من ذلك تم اختيارهم ليحلوا محل Shockwave. تمت إزالة Power Dive أيضًا، بسبب مشاكل الصيانة.
في عام 2003، قامت بوليجر ومابيلارد ببناء Superman: Ultimate Flight in Orleans Place، على قطعة الأرض حيث وقفت Shock Wave. كانت ثاني أفعوانية طائرة في منطقة الغرب الأوسط، كانت الأولى هي X-Flight في بحيرة جوغا. يتطابق تخطيط الرحلة مع إصدارات الركوب في سيكس فلاغز المغامرة الكبرى سيكس فلاغز في جورجيا. كانت Shock Wave قد وقفت جزئيًا في ساحة انتظار السيارات وبالنسبة لسوبرمان، تم إعادة تصميم المناظر الطبيعية بالكامل لمنطقة الركوب. بالإضافة إلى ذلك، تمت إزالة Ameri-Go-Round التاريخية في County Fair في نهاية موسم 2003.
تمت إضافة منطقة ماردي غرا، وهي منطقة جديدة ذات طابع خاص وملحق لمنطقة أورليانز، في عام 2004. تم بناؤه في المنطقة التي وقفت فيها Power Dive و Cajun Cliffhanger . تمت إضافة سفينة فأر دوارة تدعى Ragin 'Cajun، جنبًا إلى جنب مع نموذج HUSS Top-Spin المسمى King Chaos، و Zamperla Rockin' Tug المسمى Jester's Wild Ride و Zamperla Balloon Race المسمى Big Easy Balloons. في نفس العام، تم استبدال Ameri-Go-Round التي تمت إزالتها من County Fair بـ Revolution، وهي رحلة HUSS Frisbee مأخوذة من سيكس فلاغز المغامرة الكبرى ‏.
خلال موسم 2006، احتفلت سيكس فلاغز أمريكا العظمى بالذكرى الثلاثين لتأسيسها. تم تفكيك لعبة Triple Play الكلاسيكية في Hometown Square قبل بداية الموسم لأن سيكس فلاغز في تكساس قد تلقت HUSS Troika مماثلة التي تضررت أثناء الهدم المتسرع لـ Six Flags AstroWorld، ولذا كان هناك حاجة إلى جزء من Great ركوب أمريكا للركوب للعمل. عادت Triple Play لعام 2007.
شهد عام 2007 إدخال نظام الطابور الافتراضي الإلكتروني Flash Pass إلى حدائق سيكس فلاغز، بما في ذلك Great America. مقابل رسوم إضافية، يمكن للضيوف شراء Flash Pass والانتظار في طابور للمشي دون الوقوف في الطابور فعليًا. استبدل النظام، الذي يحمل سمة شخصية فلاش، نظام البطاقات المثقوبة الحالي الذي تم استخدامه في الحديقة.
كجزء من التركيز الجديد على الترفيه، قدمت سيكس فلاغز عرضًا مثيرًا جديدًا، عملية سباي غيرل (SpyGirl)، في مدرج الإقليم الجنوبي الغربي لموسم 2007. كانت عملية سباي غيرل عبارة عن إنتاج حي أصلي تم إنشاؤه بواسطة جويل سورنو ‏، أحد صناع مسلسل 24 الذي أنتجته شركة فوكس. ظهرت عملية سباي غيرل لأول مرة في مايو، وأغلقت للموسم في أغسطس. تميز العرض بالعديد من المشاريع الجديدة لـ سيكس فلاغز، بما في ذلك الترفيه قبل العرض في منطقة الانتظار، والتي أعدت قصة أن الأرشيدل الشرير ماكس كوندور قد سرق "سوبر فايبر روكيت" من الوكالة التي تعمل بها سباي غيرل - وكذلك عربة بضائع خارج بيع سلع تحت عنوان "سباي غيرل". لم تعدعملية سباي غيرلف ي عام 2008. ومن العروض الجديدة الأخرى التي تم تقديمها لموسم 2007 "روح أمريكا" في بركة الانعكاس أمام كاروسيل كولومبيا، و "شو ستوبين" في قاعة الموسيقى الكبرى.
أيضًا في عام 2007، تم تحويل منطقة الخيام أمام النسر الأمريكي إلى عالم ويجلز، وهي منطقة ثالثة للأطفال تحت عنوان ويجلز. تميز عالم Wiggles بخمس جولات جديدة، ونافورة Henry's Splash، ومنطقة USS Feathersword Play Area، ومقهى Yummy Yummy، وعرض Get Ready to Wiggle. تم نقل مدخل أمريكان إيجل إلى يمين الخيمة، باستخدام جزء من مبنى المدخل لسكايكوستر Dare Devil Dive المجاور، لاستيعاب منطقة ويجلز.
لعام 2009، استبدلت Six Flags Déjà Vu بـ Buccaneer Battle، وهي عبارة عن رحلة بالقارب تحت عنوان القراصنة في County Fair من تصميم Mack . تتكون الرحلة من 14 قاربًا تتسع لثمانية ركاب تبحر في قناة 450 قدم (140 م) طويل. أثناء الركوب، هناك العديد من عناصر المياه التفاعلية التي يمكن للمارة التحكم فيها.

### من 2010 إلى 2020: تحطيم الأرقام القياسية
دخلت سيكس فلاغز رسميًا الحماية من الإفلاس في 3 مايو 2010، وأعلنت عن خطط لإصدار أسهم جديدة في بورصة نيويورك. وسط خلافات مشبوهة بشأن مستقبل الشركة مع مجلس الإدارة، ترك شابيرو الشركة وتم تعيين آل ويبر الابن كرئيس مؤقت ومدير تنفيذي. أعلنت شركة سيكس فلاغز أن جيم ريد أندرسون سيحل محل ويبر ويصبح رئيس مجلس الإدارة والرئيس والمدير التنفيذي في 13 أغسطس 2010. في عام 2010، استحوذت شركة أمريكا العظمى على Little Dipper، وهي أفعوانية خشبية "kiddie" كانت تعمل سابقًا في متنزه كيدي لاند الترفيهي في ملروز بارك، إحدى الضواحي الغربية لشيكاغو، من عام 1950 حتى عام 2009. تم وضعه خارج حديقة باغز باني الوطنية وافتتح للجمهور في 27 مايو 2010. قدمت الحديقة أيضًا توهج في بارك باريد، والذي تم عرضه بالفعل في حدائق سيكس فلاغز الأخرى، وأضيف ماجيكويست إلى معرض County Fair Games Gallery بدلاً من تجربة Wii Experience.
تمت إزالة مكوك الفضاء أمريكا، وهي رحلة محاكاة الحركة في المنتزه التي تم إغلاقها لمدة عامين، خلال موسم 2010. في 26 مايو 2010، قدمت شركة Great America عريضة إلى قرية غورني تسعى لتجاوز 125 قدم (38.10 م) . حد الارتفاع. كان سيكس فلاغز يفكر في تثبيت Chang، وهو قطار أفعواني تم نقله بعد إغلاق مملكة كنتاكي، بدلاً من المكوك. ومع ذلك، أكدت الحديقة أنها ستتخلى عن تلك الخطط في يوليو 2010 وأنه سيتم استخدام المساحة بدلاً من ذلك لخليج ريبتيد، وهو بمساحة 3 فدان بالإضافة إلى الحديقة المائية Hurricane Harbour.
في أواخر عام 2010، بدأت سيكس فلاغز في إزالة بعض العقارات المرخصة من الامتيازات وأماكن الجذب، مع إعادة تسمية عالم Wiggles كيدزوبوليس وإزالة العلامة التجارية ويجلز لعام 2011. تم إغلاق MagiQuest بسبب نقص الشعبية وتم إغلاق Great America Raceway، وهي رحلة أصلية من عام 1976، وإزالتها. في نهاية موسم 2011، تم إغلاق Iron Wolf وإزالته. تم نقله إلى سيكس فلاغز أمريكا، وأعيد تسميته باسم Apocalypse، قبل أن يتم تحويله إلى كوستر بدون أرضية وأعيد تسميته Firebird في موسم 2019. بالنسبة لعام 2012، تم الاستيلاء على المواقع السابقة لشلالات Splashwater و Great America Raceway في County Fair بواسطة سفينة جناح جديدة من بوليجر ومابيلارد مع 5 انعكاسات، وانخفاض من 12 طابقًا وسرعات تصل إلى 55 ميلا في الساعة. عندما كانت X-Flight هي ثاني أفعوانية من نوعها في أمريكا الشمالية والرابعة في العالم.
تم استبدال موكب Glow in the Park في عام 2013 بـ IgNight - Grand Finale to the park. أقيم IgNight في ميدان Hometown، أمام محطة Hometown. أعلنت سيكس فلاغز أن عام 2013 سيكون "موسم الخلف" في أمريكا العظمى، مع Batman: The Ride و Viper و Blue Train على American Eagle كلها تعمل للخلف في جزء من الموسم. في نهاية الموسم، أغلق Ragin 'Cajun وتم نقله إلى سيكس فلاغز أمريكا في عام 2014. لعام 2014، استقبلت الحديقة جالوت، 165 قدم السفينة الدوارة الخشبية التي بناها Rocky Mountain Construction . حطمت الرحلة الأرقام القياسية العالمية لأكبر هبوط وأسرع سرعة وأطول هبوط على سفينة خشبية، وتم بناؤها على قطعة أرض كان يقف فيها آيرون وولف سابقًا.
بالنسبة لعام 2015، تم إعادة تثبيت ثلاث ألعاب أطفال سابقة في منطقة الأطفال Hometown Park الجديدة كليًا، والتي تقع في ميدان Hometown. في ذلك العام، أقامت الحديقة احتفال "40 Seasons of Thrills"، وهو مهرجان احتفل بتاريخ الحديقة.
في عام 2016، قدمت أمريكا العظمى لعبة Justice League: Battle for Metropolis، وهي لعبة مظلمة تفاعلية رباعية الأبعاد، جنبًا إلى جنب مع منطقة ذات طابع جديد: Metropolis Plaza. تم تصميم المنطقة على طراز مدينة متروبوليس من دي سي كوميكس، وتقع بين الإقليم الجنوبي الغربي ومقاطعة فير. أعلنت سيكس فلاغز أيضًا عن خطط لإضافة نظارات الواقع الافتراضي إلى Raging Bull بحلول نهاية ذلك الموسم، ولكن الشيطان تلقى سماعات رأس VR بدلاً من ذلك، مما أدى إلى إنشاء تجربة ركوب جديدة "Rage of the Gargoyles". تم إغلاق Orbit، وهو معلم جذب أصلي عام 1976، في 6 أغسطس 2016. في نهاية الموسم، تمت إزالة The Jester's Wild Ride أيضًا.
تمت إضافة The Joker، وهي سفينة دوارة S&S 4D Free Spin، إلى Yankee Harbour لموسم 2017. أعلنت الحديقة أيضًا أن The Orbit لن تعود، وتم نقل East River Crawler إلى الموقع السابق لـ The Orbit وعاد اسمها إلى "جراد البحر"، الاسم الأصلي للرحلة. في الشهر الأول من الموسم، تمت إضافة سماعات رأس الواقع الافتراضي إلى Giant Drop، والتي أصبحت "Drop of Doom".
لموسم 2018، تمت إضافة Mardi Gras Hangover. الجاذبية عبارة عن رحلة مسطحة بطول 100 قدم والتي كانت في ذلك الوقت الأكبر من نوعها في العالم. أغلق King Chaos في 26 أغسطس 2017، لإفساح المجال لركوب جديد. في 11 أبريل، أعلنت سيكس فلاغز أمريكا العظمى أن Holiday in the Park ستظهر أيضًا في الحديقة في 23 نوفمبر 2018. في 27 أبريل، أكدت الحديقة عبر حسابها الرسمي على Twitter أنه سيتم هدم Pictorium لإفساح المجال لإثارة جديدة. تم استخدام Pictorium بشكل أساسي في عرض منوم مغناطيسي خلال Fright Fest واستضافت أيضًا سلسلة "Screams and Dreams" حول تاريخ الحديقة. في 30 أغسطس 2018، أعلنت الحديقة أن Maxx Force ستفتح في عام 2019 لتحل محل Pictorium. تم تصنيعها من قبل S&S Worldwide، وهي عبارة عن كوستر إطلاق جوي يحطم ثلاثة أرقام قياسية عالمية ويتميز بأسرع تسارع في أمريكا الشمالية. في 9 أكتوبر 2018، أعلنت منطقة روكفورد بارك عن اتفاقية إيجار محتملة مع سيكس فلاغز أمريكا العظمى للحديقة لتشغيل Magic Waters (الآن Six Flags Hurricane Harbour Rockford). في 11 ديسمبر 2018، تم إعلان عقد الإيجار رسميًا وسيطرت شركة سيكس فلاغز على الحديقة المائية في 1 أبريل 2019.
في عام 2019، واجهت سيكس فلاغز دعوى قضائية رفعت إلى المحكمة العليا في إلينوي بشأن مجموعة Great America من البيانات الحيوية، بما في ذلك مسح بصمات الأصابع، من ضيوفها. رفعت ستايسي روزنباخ دعوى قضائية ضد الحديقة بعد أن طُلب من ابنها المراهق إجراء مسح بصمة الإبهام خلال رحلة ميدانية عام 2014. في قضية Rosenbach v. تم العثور على شركة Six Flags Entm't Corp والمنتزه وأصحابه في انتهاك لقانون خصوصية المعلومات الحيوية في إلينوي.

### 2020 إلى الوقت الحاضر: التحول إلى حديقة عائلية
في مارس 2020، أعلنت الحديقة عن تأخير الافتتاح لموسم 2020 بسبب جائحة فيروس كورونا، وأمرت بالبقاء مغلقًا حتى "المرحلة 5" من خطة إعادة الفتح المرحلية في إلينوي. أعيد افتتاح الحديقة المائية المرفقة للجمهور في 20 يوليو 2020، مع بروتوكولات السلامة المعمول بها، باستخدام اسم Hurricane Harbour Chicago. على الرغم من أن إعادة فتح المنتزه بالكامل كان يعتبر "غير محتمل" من قبل إدارة الصحة بمقاطعة ليك،  تم افتتاح الحديقة مع Holiday in the Park Lights، وهو حدث أضواء عطلة، جنبًا إلى جنب مع Holiday in the Park Lights Drive-Thru، حدث عطلة بالسيارة.
في 22 مارس 2021، تم الإعلان عن متنزه "Hurricane Harbour" المتصل، والذي يُطلق عليه الآن اسم Hurricane Harbour Chicago، ليصبح الحديقة رقم 27 في سلسلة سيكس فلاغز، ليصبح منتزهًا منفصلاً. في الشهر التالي في 24 أبريل 2021، أعيد افتتاح الحديقة بسعة 25٪ بموجب أمر ولاية إلينوي، مع وجود بروتوكولات أمان، بما في ذلك نظام الحجز، وتفويضات القناع، والتباعد الاجتماعي، والتصوير الحراري لفحص درجات الحرارة. ستبدأ السعة الموسعة لاحقًا في 14 مايو، مع 60٪ من السعة بعد ذلك كجزء من خطة إعادة فتح "الجسر". تم افتتاح الحديقة بكامل طاقتها في 11 يونيو 2021، وتم إسقاط جميع تفويضات القناع. في 13 مايو، أعلن السياسي جي بي بريتزكر، مع افتتاح المنتزه، أنه سيتم منح خمسين ألف تذكرة دخول ؛ بقيمة إجمالية تقدر بـ 4،000،000 دولار، لسكان إلينوي الذين تم تطعيمهم حديثًا بلقاح كوفيد-19.
الدعوى الجماعية بشأن استخدام ماسحات ضوئية لبصمات الأصابع عند مدخل الحديقة في قضية Rosenbach v. تمت تسوية Six Flags Enm't Corp مقابل 36 مليون دولار في 12 يونيو. سيحصل كل ضيف على 200 دولار إذا زار المتنزه بين أكتوبر 2013 حتى 31 ديسمبر 2018. عقدت جلسة الاستماع النهائية في 29 أكتوبر.
في 24 مارس 2022، أعلنت الحديقة عن عالم دي سي، وهي منطقة تحت عنوان دي سي كومكس. المنطقة هي إعادة موضوع لميناء يانكي. سيحتوي على 3 جولات "معاد تخيلها"، The Flash: Vertical Velocity، إعادة تصميم للعبة Vertical Velocity DC Super-Villains Swing، إعادة تصميم لموضوع Whirligig و Aquaman Splashdown، وهو موضوع جديد لـ Yankee Clipper. شاركت الألعاب التي أعيد تصورها أسماءً مع ألعاب أخرى في حدائق سيكس فلاغز، مثل The Flash: Vertical Velocity التي تشارك اسمها مع نظيرتها في Six Flags Discovery Kingdom . تم تحديد يوم افتتاح عالم دي سي في 15 أبريل 2022، عندما تم افتتاح الحديقة، ولكن بسبب "الأمطار الغزيرة وقضايا سلسلة التوريد"، سيتم افتتاح المنطقة في وقت لاحق من الربيع. تم افتتاح عالم دي سي في 26 مايو 2022.
بالإضافة إلى ذلك، في عام 2022، تم عرض العرض المذهل Kinetic لأول مرة في 25 يونيو 2022، وانتهى في 7 أغسطس 2022، في Grand Music Hall. تدور أحداث فيلم Kinetic في ساحة تزلج وقد أنتجه وأخرجه ديفيد ميجور. ألقت الحديقة المواهب المحلية والفنانين من مجموعة ترفيهية في نيويورك. كان Kinetic قيد التطوير منذ عام 2020، بعد RockLusions! في عام 2019.
وقع حادث في 14 أغسطس 2022، عندما أطلق مهاجمون مجهولون النار على ثلاثة أشخاص في إطلاق نار من سيارة مارة في موقف للسيارات في الحديقة في سيارة سيدان بيضاء، مع تقارير أولية تشير إلى وجود مُطلق نار داخل الحديقة. وقع الحادث بالقرب من إغلاق الحديقة وتم إجلاء جميع الضيوف. وذكرت شرطة غورني أن إطلاق النار لم يكن عملاً عشوائيًا، بل كان إطلاق نار مستهدف. عانى جميع الضحايا من إصابات لا تهدد حياتهم، تم نقل اثنين منهم إلى مركز طبي في ليبرتيفيل، إلينوي. تم إطلاق سراح الضحيتين من المستشفى في اليوم التالي.

## المناطق الترفيهية

### كاروسيل بلازا
| اللعبة | تاريخ الافتتاح | المُصنع              | وصف |
| ------ | -------------- | ------------------- | --- |
|        | 1976           | Chance Rides        | على ارتفاع 100 قدم (30 م)، يعتبر الكاروسيل ثاني أطول لعبة من نوعها في العالم ولا يضاهيها سوى توأمها كاروسيل كولومبيا. تم تأثيث الخيول والحيوانات الأخرى بواسطة برادلي وكاي، بناءً على قوالب عتيقة مستنسخة.           |
|        | 2019           | S&S                 | بارتفاع قياسي 175 قدم (53 م) تتميز كوستر إطلاق الهواء المضغوط الطويل من بأطول انعكاس مزدوج في العالم، وأسرع انعكاس ( 60 ميل/س (97 كم/س) )، وأسرع تسارع في أمريكا الشمالية ( 78 ميل/س (126 كم/س) في أقل من ثانيتين). |
|        | 1977           | إينتامين (Intamin) ‏ | 330 قدم (100 م) البرج هو أطول مبنى قائم بذاته في مقاطعة ليك، إلينوي، ويحمل الدراجين إلى ارتفاع 285 قدم (87 م). في يوم صافٍ، يمكن رؤية بحيرة ميشيغان وأفق شيكاغو من أعلى البرج.                                       |

### مكان اورليانز

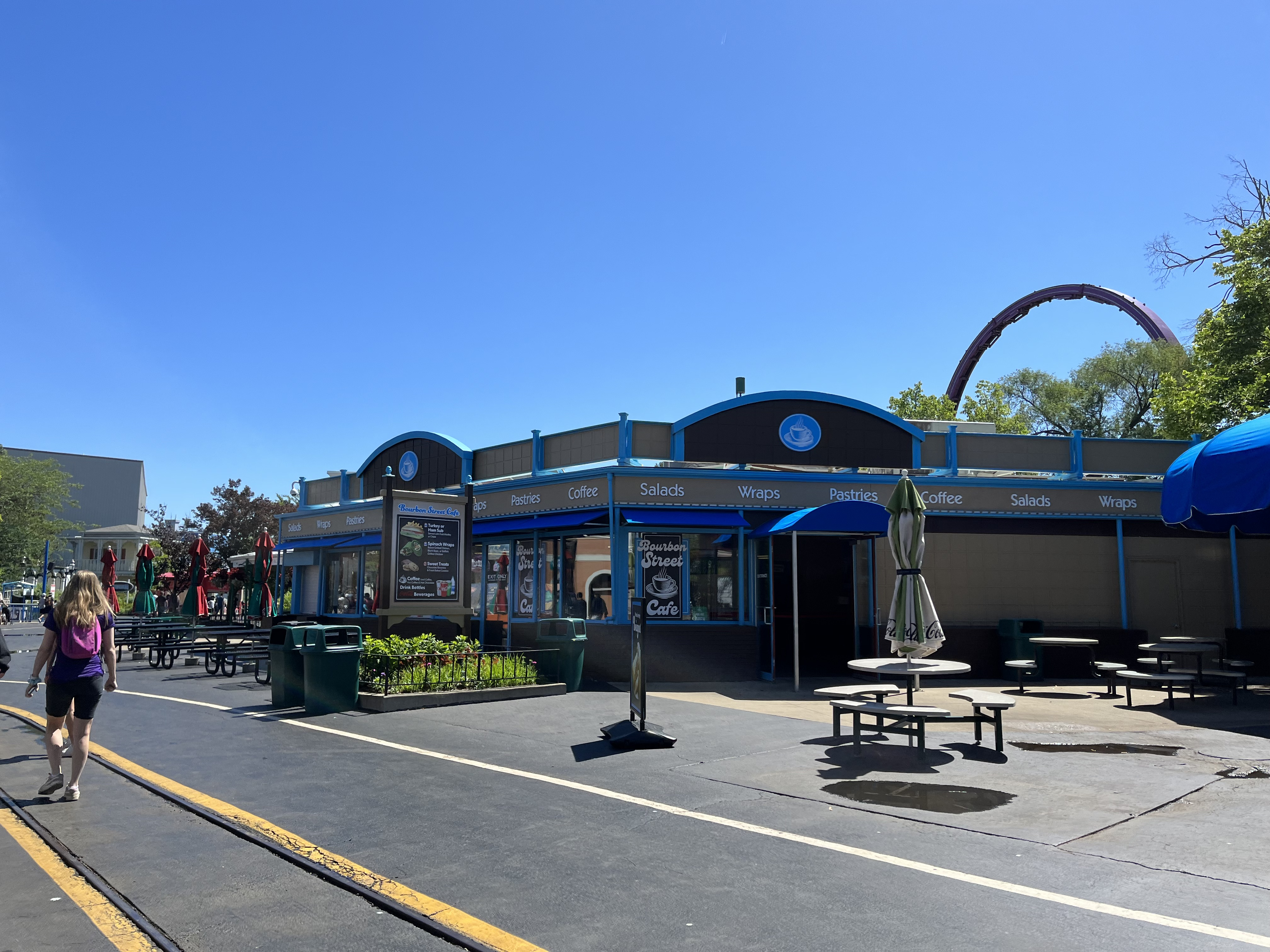
مقهى بوربون ستريت، مطعم في أورليانز بليس.

تم تصميم منطقة مكان أورليانز بالقرب من مدينة نيو أورلينز في أواخر القرن التاسع عشر، وتحديداً الحي الفرنسي التاريخي. تم افتتاح المنطقة كمنطقة أصيلة في عام 1976، وتم تقسيم جزء من المنطقة لاحقًا إلى منطقة "ماردي جرا" في عام 2004، وربطها بنفس الموضوع.
يعتبر Rue Le Dodge آخر رحلة أصلية من عام 1976 في المنطقة ذات الطابع الخاص. تمت إزالة مناطق الجذب الأصلية الأخرى من افتتاح المنتزهات الموجودة في المنطقة، مثل Gulf Coaster، وهي عبارة عن كوستر للأطفال تم وضعها في المنطقة التي يشغلها الآن ماردي جرا، والتي أغلقت في عام 1977 بسبب الحرائق المتعددة التي ابتليت بها الرحلة.
بعض عوامل الجذب الأخرى التي تمت إزالتها تشمل أيضًا "الحافة" (The Edge)، التي تمت إزالتها في عام 1986، Traffique Jam و Orleans Orbit، والتي تمت إزالتها لإفساح المجال أمام White Water Rampage. تم نقل هذا الأخير لاحقًا إلى Hometown Square، قبل إزالته في عام 2016 لإفساح المجال لـ "جراد البحر" (The Lobster)، وهي رحلة أصلية من يانكي هاربور.
| الجولة | تاريخ الافتتاح | الصانع                            | |
| ------ | -------------- | --------------------------------- | --- |
|        | 1991           | هوس رايدز ( كوندور )              | تم افتتاحه في عام 1991، بعد نقله من Six Flags Great Adventure، يقوم الركوب بتدوير الدراجين والتناوب بين الدورات السريعة والبطيئة.                                                 |
|        | 1976           | سولي (السيارات المتصادمة)         | ركوب سيارة ممتصة للصدمات تتميز بأكبر أرضية سيارة ممتصة للصدمات في العالم. |
|        | 2003           | بوليجر ومابيلارد ( فلاينج كوستر ) | يتم تعليق الدراجين تحت مسار فولاذي، ويختبرون المنعطفات المقيدة، وانقلابين، وقطرات كاسحة بسرعة 60 ميلًا في الساعة أثناء استخدامهم في وضع طيران معرض. بنيت في موقع Shockwave السابق. |
|        | 2008           | ركوب ماك (الفأر البري)            | أفعوانية الفأر البري موجودة داخل مبنى مغلق مظلم. |

### ماردي غرا

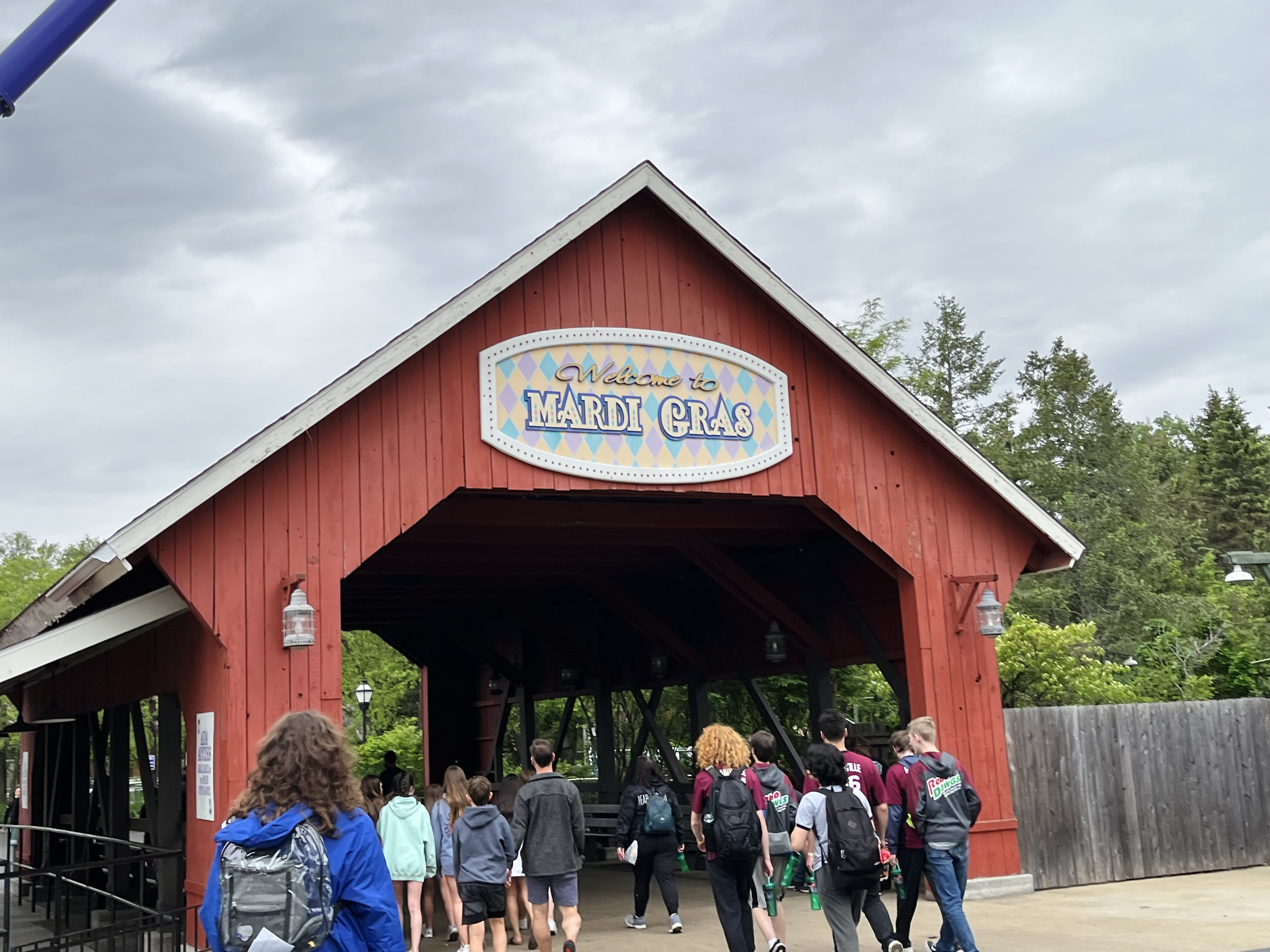
مدخل "ماردي غرا" من "عالم دي سي".

واحدة من أحدث المناطق ذات الطابع الخاص بالمنتزه، تم افتتاحها في عام 2004، بعد تحويلها من جزء من مكان أورليانز. يأتي موضوع المنطقة من عطلة ماردي غرا وبالتحديد الاحتفال الشهير بالعطلة في نيو أورلينز.
عندما تم افتتاح ماردي جرا، تميزت بأربع جولات، Big Easy Balloons، وجاذبية "Balloon Race" في زامبرلا، و King Chaos، وجذب دوران علوي، و Jester's Wild Ride، و "Rockin 'Tug"، و Roaring رابيدز، رحلة منحدرات نهر إنتامين، افتتحت أصلاً في أورليانز بليس عام 1983.
بدأت التغييرات للمنطقة في عام 2016 عندما أعلنت الحديقة عن Tالجوكرr . تم نقل الجسر المغطى الأصلي المستخدم للدخول إلى ميناء يانكي السابق لإفساح المجال لجذب جديد. بالإضافة إلى ذلك، تمت إزالة Jester's Wild Ride أيضًا من أجل الجذب. جاء التغيير التالي في العام التالي، في عام 2017، عندما تم الإعلان عن إغلاق King Chaos لبناء Mardi Gras Hangover، وهو معلم يمثل أطول حلقة لارسون في العالم، على الرغم من أن الحديقة تدعي أنها أطول "أفعوانية حلقية"
| الجولة | الافتتاح | المصنع         | وصف |
| ------ | -------- | -------------- | --- |
|        | 2004     | زامبيرلا       | ركوب منطاد دوّار. |
|        | 2018     | لارسون الدولية | تعد الرحلة حاليًا أطول حلقة لارسون في العالم. لقد حلت محل King Chaos ، وهي جولة تدور على أعلى مستوى والتي أغلقت في نهاية موسم 2017. بينما تدعي سيكس فلاغز أن هذا الجذب هو قطار أفعواني، إلا أنه يفشل في تلبية التعريف لأنه لا يستخدم الجاذبية في أي نقطة في الرحلة إلى الساحل .                              |
|        | 1984     | إنتامين        | كان يُعرف في الأصل باسم "White Water Rampage"، وكان هذا آخر إضافة رئيسية لماريوت إلى الحديقة قبل بيعها. كان الموقع يستضيف سابقًا "Traffique Jam"، وهي عبارة عن رحلة على متن سيارة أثرية حتى تمت إزالتها في عام 1983. تم إغلاق الرحلة لموسم 2021 لأغراض إعادة التتبع والتجديد، وأعيد فتحها لاحقًا في موسم 2022. |

### عالم دي سي
تم افتتاح المنطقة في البداية باسم يانكي هاربور (Yankee Harbour) في عام 1976، وهي مدينة تعود إلى القرن التاسع عشر بطابع نيو إنجلاند، وقريبة بشكل كبير من شبه جزيرة كيب كود. تغيرت منطقة يانكي هاربور على مدار العام أكثر من المناطق الأصلية الأخرى، حيث أزيلت العديد من مناطق الجذب الأصلية، وتم التركيز على المزيد من جولات دي سي كومكس.
تغيرت المنطقة في عام 2022، عندما أصبحت عالم دي سي، وهي منطقة تحت علامة دي سي كومكس. أعادت المنطقة استخدام أسماء الجذب من متنزهات سيكس فلاغز الأخرى لإعادة تصميم بعض الألعاب الأصلية بطابع غير دي سي.
| الجولة | تاريخ الافتتاح | الصانع                                | وصف |
| ------ | -------------- | ------------------------------------- | --- |
|        | 1976           | ديناميات السهم (Hydroflume)           | ركوب أصلي مستوحى من البطل الخارق أكوامان . ركوب المياه مع مجاري مزدوجة. بين عامي 2001 و 2005 ، حظيت الحديقة برعاية شركة مع شركة نستله وتم تغيير اسم الرحلة مؤقتًا إلى Ice Mountain Splash. سابقا يانكي كليبر . |
|        | 1992           | بوليجر ومابيلارد ( كوستر حلقي مقلوب ) | تم تصميم لعبة Ace Landmark Coaster على طراز البطل الخارق باتمان ، وهي أول أفعوانية خارجية مقلوبة في العالم. يبلغ ارتفاعه 109 قدمًا ، وتبلغ سرعته القصوى 50 قدمًا ميلا في الساعة و 5 انقلابات. بني في الموقع السابق لـ "Tidal Wave". |
|        | 1976           | زيرر (موجة مقلاع)                     | تم تصميمه على طراز العديد من الأشرار الخارقين في دي سي كوميكس، والموجود في الأصل في County Fair، وتم نقله إلى عالم دي سي (تحت Yankee Harbour) ثم تم نقله مرة أخرى داخل المنطقة لإفساح المجال لـ The Flash: Vertical Velocity (تحت Vertical Velocity). يرتفع الراكبون أعلى فأكثر وتزداد السرعة. عندما تدور الكراسي بشكل أسرع ، فإنها تتأرجح إلى الجوانب في مدار كامل بزاوية 360 درجة حول القطعة المركزية الدوارة في رحلة برية للغاية. سابقا Whirligig. |
|        | 2001           | إنتامين (كوستر معلق من الصلب المطلق)  | تحت عنوان البطل الخارق البرق. تمر الحافلات التي لا تحتوي على أرضية، والمعلقة أسفل مسار علوي، المسار للأمام وللخلف. يطلق الدراجين 0-70 ميل في الساعة في أقل من 4 ثوان. سابقًا V2: السرعة الرأسية. |
|        | 2017           | في جميع أنحاء العالم                  | تحت عنوان الشرير الخارق الجوكر . السفينة الدوارة رباعية الأبعاد "Free Spin" ، والتي احتلت الأماكن السابقة في East River Crawler و Jester's Wild Ride في ماردي غرا. |

### إقليم يوكون
تم تصميم هذه المنطقة حول الغابات والجبال الشهيرة في شمال غرب كندا، مع إشارات إلى قطع الأشجار والتنقيب والبحث عن الذهب، وتحديداً حمى ذهب كلوندايك.
كانت منطقة يوكون تحتفظ سابقًا بمنتزه باغز باني الوطني الذي تم افتتاحه في عام 1998، ولكن تم استبداله بالكامل بـ Winner's Circle Go Karts، وهو عامل جذب إضافي، في عام 2012. تم إغلاق العديد من المباني في المنطقة التي تم افتتاحها في الأصل الآن، وتمت إزالة معظم الدعائم في المنطقة.
| صورة | الافتتاح | الصانع                                        | الجولة |
| ---- | -------- | --------------------------------------------- | --- |
|      | 2010     | شركة فيلادلفيا توبوجان (قطار الملاهي الخشبية) | تم بناء هذه السفينة الصغيرة في عام 1950، وقد تم تكريمها بجائزة "American Coaster Enthusiasts Coaster Classic" جائزة. تم شراء هذه السفينة من قبل Six Flags Great America من Kiddieland Amusement Park في Melrose Park ، إلينوي ، في عام 2009. افتتحت Six Flags Great America "Little Dipper" في عام 2010 لتكون السفينة الرابعة عشرة للحديقة. |
|      | 1976     | ديناميات السهم ( سجل مجرى )                   | الركوب الأصلي. جذب المياه مع مجاري مزدوجة. |
|      | 1999     |                                               | تم افتتاح عربات الذهاب في الأصل في عام 1999 في كاروسيل بلازا. تم نقل عربات الذهاب إلى إقليم يوكون في عام 2012. تتطلب الرحلة رسومًا إضافية. |

## في الثقافة الشعبية
في أواخر السبعينيات، تم إنتاج عرضين تلفزيونيين خاصين لإبراز منتزه ماريوت في غورني، إلينوي، للاحتفال بافتتاح فندق "أمريكا العظمى" Great America (الآن ستة أعلام)، تم بث Celebration At Great America لأول مرة في 2 يوليو 1976، ومرة أخرى في 21 أغسطس. قام ببطولته الخاصة ستيف إدواردز وساندي فريمان من WLS-TV. كان من بين ضيوف المشاهير ميل بلانك في دور باغز باني (وشخصيات أخرى من لوني تونز)، وجو آن وورلي، وفورست تاكر، وجيري ستيلر، وروجر بيري، وأعضاء فريق التمثيل في أمريكا العظمى.
عرض خاص آخر بعنوان " لن تتقدم في العمر أبدًا"، تم بثه لأول مرة في 8 سبتمبر 1979، ومرة أخرى في 26 أبريل 1980؛ استضافتها الممثلة ليزا هارتمان . في الأصل، كان من المقرر بث العرض الخاص في 25 أغسطس، الساعة 10:30 مساءً، قبل الانتقال إلى التاريخ الأخير خلال فترة الذروة لأسباب غير معروفة. قوبل العرض الخاص بتقييمات جيدة، حتى أنه تفوق على مسابقة ملكة جمال أمريكا الثالثة والخمسين التي تم بثها في نفس الليلة. تم تحميل العرض الخاص على موقع يوتيوب بواسطة The Museum of Classic Chicago Television.
في عام 1977، عرض السيرك في الحديقة، سيرك فانتاستيك، تم بث أحد عروضه على الكابتن كانجارو مع الكابتن كانجارو ( بوب كيشان ) نفسه بصفته مدير الحلبة والنجم الضيف الخاص بوب دنفر من شهرة جزيرة جيليجان. في عام 1994، ظهر فيلم Iron Wolf في فيلم ريتشي ريتش وتم عرضه على شكل كوستر في الفناء الخلفي. في 26 أغسطس 2009، تم عرض الحديقة على العشاء: مستحيل حيث يقوم المضيف روبرت إيرفين بإعداد وجبة لعشاق الأفعوانيات للاحتفال بالذكرى السنوية العاشرة للثور الهائج. في حلقة عام 2013 من Insane Coaster Wars ، ظهرت السفينة B&M Wing Coaster X-Flight كمتسابق ضد الأفعوانية الأخرى في جميع أنحاء العالم. في نفس العام، ظهرت الحديقة في الفيلم الهندي دووم 3.
الجوائز
ظهرت بعض الوقايات الدوارة في سيكس فلاغز أمريكا العظمى في حفل توزيع جوائز Golden Ticket السنوي لـ Amusement Today عدة مرات. يوجد أدناه جدول لأفعوانيات الأفعوانية في سيكس فلاغز أمريكا العظمى مع أعلى مرتبة في جوائز Golden Ticket.
| السفينة الدوارة          | أعلى رتبة |
| ------------------------ | --------- |
| الثور الهائج             | 9 (2005)  |
| أفعى                     | 19 (1999) |
| أزيز                     | 40 (2013) |
| إكس فلايت                | 45 (2013) |
| جالوت                    | 13 (2016) |
| باتمان: الجولة           | 23 (1998) |
| سوبرمان: Ultimate Flight | 35 (2004) |

بالنسبة لجوائز American Coaster Enthusiasts (ACE) ، تم تصنيف اثنتين من الأفعوانيات في سيكس فلاغز أمريكا العظمى على أنها حالة Coaster Landmark .
| السفينة الدوارة | موعد الافتتاح | تاريخ منحها   |
| --------------- | ------------- | ------------- |
| باتمان: الجولة  | 2 مايو 1992   | 20 يونيو 2005 |
| أزيز            | 29 مايو 1976  | 10 أغسطس 2012 |

بالإضافة إلى ذلك ، تم منح Little Dipper حالة جائزة ACE Coaster Classic .
فاز The Fright Fest show Love at First Fright بالعديد من جوائز الرابطة الدولية لمدن الملاهي والمعالم السياحية (IAAPA). في أعوام 2005 و 2007 و 2008 ، فاز العرض بجائزة IAAPA Big E! جائزة "أفضل إنتاج إجمالي: 25000 دولار أو أقل". في 2010 و 2013 و 2014 ، فازت Love at First Fright بجوائز IAAPA Brass Ring في فئة "أفضل إنتاج إجمالي: 50،001 دولار - 100،000 دولار."
في حفل جوائز اختيار القراء في صحيفة يو إس إيهت وداي ، احتل جالوت المرتبة الرابعة في فئة "أفضل الوقايات الدوارة في البلاد" في عام 2018 ، واحتلت Maxx Force المرتبة الثامنة في فئة "أفضل جاذبية جديدة في مدينة الملاهي" في العام التالي.